# Così parla il cuore
Così parla il cuore (Deep in My Heart) è un film del 1954 diretto da Stanley Donen. Attraverso una serie di numeri musicali interpretati da alcuni dei nomi più famosi dello schermo, il regista Stanley Donen racconta la biografia romanzata del compositore Sigmund Romberg interpretato da José Ferrer.

## Produzione
Il film fu prodotto da Roger Edens per la Metro-Goldwyn-Mayer (MGM). Venne girato a Hollywood negli studi della MGM al 10202 W. Washington Blvd. di Culver City.

## Distribuzione
Distribuito dalla Metro-Goldwyn-Mayer (MGM), il film uscì nelle sale cinematografiche USA il 24 dicembre 1954.